# Lars-Anders Wahlgren
Lars-Anders Wahlgren (nacido el 24 de agosto de 1966) es un tenista profesional sueco. Su mejor ranking individual fue el Nº66 alcanzado el 29 de enero de 1990.